# Wahlen 1914
◄◄ | ◄ | 1910 | 1911 | 1912 | 1913 | Wahlen 1914 | 1915 | 1916 | 1917 | 1918 | ► | ►►

Weitere Ereignisse
Folgende Wahlen fanden im Jahre 1914 statt:
- am 1. März Präsidentenwahl in Brasilien
- am 22. März Wahlen zur Abgeordnetenkammer in Argentinien
- am 27. März Wahlen zum Reichstag in Schweden
- am 26. April und 10. Mai Wahlen zur Abgeordnetenkammer in Frankreich
- vom 31. August bis zum 3. September: Konklave 1914 (Papstwahl)
- am 25. September Wahl zum Schwedischen Reichstag 1914
- am 3. November die Wahl zum Senat der Vereinigten Staaten 1914